# 卵苞猪屎豆
卵苞猪屎豆（学名：Crotalaria dubia）为豆科猪屎豆属下的一个种。

## 扩展阅读
- 維基物種上的相關：卵苞猪屎豆